# Никола Ђуришић
Никола Ђуришић (Гент, 23. фебруар 2004) српски је кошаркаш, игра на позицијама бека и крила, а тренутно наступа за Атланта Хоксе. Син је српске одбојкашице Весне Читаковић Ђуришић и црногорског фудбалера Душка Ђуришића.

## Каријера

### Клупска
Био је међу најбољим стрелцима ОКК Београда током сезоне 2020/21, а убацивао је 16,4 поена по утакмици. Сезону је завршио са седам узастопних утакмица са двоцифреним бројем поена, и то у мечевима у којима се ОКК борио за опстанак. Најбољи меч одиграо је у победи против Колубаре на страни постигавши 25 поена (5/9 за два, 4/8 за три) уз осам асистенција и пет скокова. Спољни играч висок 204цм је поменуте сезоне наступао за три тима: осим ОКК Београда двојна регистрација омогућила му је да се скида, па и да дебитује за Мегу у АБА лиги против ФМП-а. Притом, за јуниорски састав је играо на квалификационом турниру Евролиге у Београду који је Мега освојила и са Николом Јовићем је изабран у идеалну петорку. Ова два имењака су примери два начина развоја талената: Ђуришић је играо са сениорима у КЛС-у, док се Јовић такмичио и на јуниорском нивоу.
На дан када је постао пунолетан, 23. фебруара 2022, потписао је први професионални уговор са Мегом.

### Репрезентативна
За сениорску репрезентацију Србије први пут је наступио 25. фебруара 2022. у Хали Александар Николић, на утакмици против Словачке, играној у оквиру квалификација за Светско првенство 2023. године. Србија је славила резултатом 75:63, а Ђуришић је за 20 минута на терену забележио седам поена, четири скока, једну асистенцију и три украдене лопте.

## Успеси

### Клупски
- Мега баскет:
  - Јуниорски турнир Евролиге (1): 2022.
  - Јуниорска Јадранска лига (3): 2020/21, 2021/22, 2022/23.

### Појединачни
- Најбољи млади играч Јадранске лиге (1): 2022/23.[4]
- Најкориснији играч Јуниорског турнира Евролиге (1): 2022.
- Најкориснији играч Јуниорске Јадранске лиге (1): 2022/23.[5]